# Gumpoldskirchen
Gumpoldskirchen es una localidad del distrito de Mödling, en el estado de Baja Austria, Austria, con una población estimada a principio del año 2018 de 3899 habitantes. 
Se encuentra ubicada al este del estado, a poca distancia al sur de Viena y del río Danubio.